# 블라디미르 마르코브니코프
블라디미르 바실리예비치 마르코브니프(Влади́мир Васи́льевич Марко́вников)는 러시아 제국의 화학자이다. 마르코브니코프의 법칙을 창시하였다.